# 南奥塞梯人民党
南奥塞梯人民党是南奥塞梯的一个社会自由主义政党。该党以坚定支持前南奥塞梯总统爱德华·科科伊特而闻名。